# 罗斯达尔
罗斯达尔（荷蘭語：Roosdaal，荷蘭語發音：[ˈroːzdaːl] ⓘ）是比利时弗拉芒大区弗拉芒布拉班特省哈勒-维尔福德区的一个市镇，西与东佛兰德省接壤，通行荷蘭語，是弗拉芒社群的一部分，面积21.69平方千米，人口11,629人（2018年1月1日）。